# 中世纪拉丁语
中世纪拉丁语（英語：Medieval Latin）是在欧洲中世纪时期使用的拉丁语。它继承自晚期拉丁语，从4-5世纪一直延续到约公元15世纪，才为文艺复兴拉丁语所取代。这一阶段拉丁语仍然是教会与学术界普遍使用的上层语言，同时通俗拉丁语也迅速地发生改变，与古典拉丁语的差异越来越大而渐渐变为各种罗曼语；从某些中世纪拉丁语作品可以很明显地看出当时从通俗拉丁语新生出的各罗曼语言对拉丁语文学的影响。
与古典拉丁语相比，中世纪拉丁语最主要的区别在于拼写上。原 ae 和 oe 二合元音变为 e/ę 和 e，同时有些词中的 e 二合元音化。希腊语地位的降低使拉丁语 y 和 i 的使用变得混乱，互换现象渐增，甚至出现在拉丁语固有词汇上。
在中世纪拉丁语末期，随着彼特拉克注意到中世纪拉丁语与古典拉丁语的差别，并重新激发对西塞罗的赞美，中世纪拉丁语开始成为文艺复兴学者嘲弄的对象，他们将优雅的西塞罗用语视为拉丁语的典范。这标志着文艺复兴拉丁语的起始。不过，尽管拉丁语仍然被视为上层语言，但由于各罗曼语发展日臻成熟，此时对于不再“活生生”的拉丁语的复兴却使拉丁语略显僵化而做作。